# Rubiácea (São Paulo)
Rubiácea é um município brasileiro do estado de São Paulo. O município é formado pela sede e pelo povoado de Caramuru.

## História
A região onde hoje se encontra o município de Rubiácea está situada entre o rio Aguapeí e o rio Tietê, ao longo do qual a Estrada de Ferro Noroeste do Brasil estendeu seus trilhos até Mato Grosso. A passagem desta linha férrea por este local constituiu um dos motivos da formação do primeiro povoamento.
Dois proprietários de terras disputaram o privilégio de ter uma parada de ferrovia: o Coronel Francisco Prudente Corrêa, da Fazenda Jandaia, e Afonso Junqueira Franco, que já havia desenvolvido em sua fazenda o povoado de Ouro Verde, desde 1927. Ao final dos estudos, os engenheiros responsáveis pela construção da ferrovia resolveram mudar o traçado a linha férrea, originalmente planejada para passar em Ouro Verde, e levaram os trilhos para as terras de Prudente Corrêa.
Em 21 de julho de 1930 foi inaugurada a estação nas terras da Fazenda Jandaia. Outro fator da expansão demográfica e econômica da região foi a cafeicultura, que por constituir grande riqueza acabou por dar o nome à cidade que se formou - Rubiácea.
Em 1944 já havia sido criado o Distrito de Paz, com terras desmembradas de Guararapes e, em 1948 ganhou a autonomia político-administrativa.
Em 30 de novembro de 1944, foi criado o distrito com a denominação de Rubiácea, por Decreto-lei Estadual nº 14334, no Município de Guararapes, sendo que esta estrutura vigorou até 1948.
Elevado à categoria de município com a denominação de Rubiácea, por Lei Estadual nº 233, de 24 de dezembro de 1948, foi finalmente desmembrado de Guararapes. O novo município era formado por dois distritos: Rubiácea (sede) e Caramuru. Sua instalação foi promulgada no dia 3 de abril de 1949.
A Lei Estadual no 5285, de 18 de fevereiro de 1959, e Acórdão do Superior Tribunal Federal, extinguiu o distrito de Caramuru do município de Rubiácea, este passando a ser um bairro do município sede, sendo que esta estrutura administrativa perdura até os dias atuais.

## Geografia
Localiza-se a uma latitude 21º18'02" sul e a uma longitude 50º43'36" oeste, estando a uma altitude de 420 metros. Possui clima tropical. Sua população estimada em 2004 era de 2.182 habitantes.

### Demografia
Dados do Censo - 2000
População total: 2.337
- Urbana: 1.268
- Rural: 1.069
- Homens: 1.192
- Mulheres: 1.145

Densidade demográfica (hab./km²): 9,86
Mortalidade infantil até 1 ano (por mil): 10,20
Expectativa de vida (anos): 74,58
Taxa de fecundidade (filhos por mulher): 2,22
Taxa de alfabetização: 85,65%
Índice de Desenvolvimento Humano (IDH-M): 0,781
- IDH-M Renda: 0,689
- IDH-M Longevidade: 0,826
- IDH-M Educação: 0,829

(Fonte: IPEADATA)

## Infraestrutura

### Comunicações
O sistema de telefones automáticos foi inaugurado na cidade em 1985 pela Telecomunicações de São Paulo (TELESP), que também implantou o sistema de discagem direta à distância (DDD) em 1989 com o código de área (0186). Anteriormente a cidade era atendida pela Companhia de Telecomunicações do Estado de São Paulo (COTESP).
Na década de 90 o código DDD da cidade foi alterado para (018), para padronização do sistema telefônico com a telefonia celular que estava sendo implantada em todo o estado.

## Religião
O Cristianismo se faz presente na cidade da seguinte forma:

### Igreja Católica
- A igreja faz parte da Diocese de Araçatuba.[10]

### Igrejas Evangélicas
- Assembleia de Deus Ministério do Belém.[11][12]
- Congregação Cristã no Brasil.[13]